# Morelábor
Morelábor é um município da Espanha na província de Granada, comunidade autónoma da Andaluzia, de área  km² com população de 854 habitantes (2007) e densidade populacional de 22,27 hab/km².

## Demografia
| Variação demográfica do município entre 1991 e 2004 | Variação demográfica do município entre 1991 e 2004 | Variação demográfica do município entre 1991 e 2004 | Variação demográfica do município entre 1991 e 2004 |
| --------------------------------------------------- | --------------------------------------------------- | --------------------------------------------------- | --------------------------------------------------- |
| 1991                                                | 1996                                                | 2001                                                | 2004                                                |
| 1053                                                | 953                                                 | 919                                                 | 852                                                 |